# Карамасское сельское поселение
Карамасское сельское поселение — муниципальное образование (сельское поселение) в составе Волжского района Марий Эл Российской Федерации. Административный центр поселения — деревня Чодраял.

## История
Статус и границы сельского поселения установлены Законом Республики Марий Эл от 18 июня 2004 года № 15-З «О статусе, границах и составе муниципальных районов, городских округов в Республике Марий Эл».

## Численность населения поселения
| 2002  | 2010  | 2011  | 2012  | 2013  | 2014  | 2015  |
| ----- | ----- | ----- | ----- | ----- | ----- | ----- |
| 1526  | ↘1428 | ↘1424 | ↘1357 | ↘1310 | ↘1263 | ↘1260 |
| 2016  | 2017  | 2018  | 2019  | 2020  | 2021  | 2023  |
| ↘1240 | ↗1242 | ↘1231 | ↘1199 | ↘1156 | ↘1127 | ↘1092 |

## Состав сельского поселения
В состав сельского поселения входят 4 деревни:
| № | Населённый пункт | Тип населённого пункта          | Население |
| - | ---------------- | ------------------------------- | --------- |
| 1 | Малый Карамас    | деревня                         | ↘0        |
| 2 | Новый Карамас    | деревня                         | ↘265      |
| 3 | Нурмучаш         | деревня                         | ↘79       |
| 4 | Чодраял          | деревня, административный центр | ↘1084     |